# Long Island (Bahamas)
Long Island è un'isola e un distretto delle Bahamas, lunga circa 130 km e larga 6 km situata a circa 265 km a sud-est dalla capitale Nassau.

## Geografia
Long Island è lunga circa 130 chilometri e larga 6 km nel suo punto più largo. La superficie è di 596 km². L’isola si trova a circa 265 km (a sud-est della capitale delle Bahamas, Nassau, che si trova sull'isola di New Providence. Il Tropico del Cancro attraversa il quartiere settentrionale dell'isola.
Il lato nord-est di Long Island è noto per i suoi ripidi promontori rocciosi, mentre la costa sud-ovest è caratterizzata dalle sue ampie spiagge bianche. Il terreno varia ampiamente in tutta l'isola, si varia dalle distese bianche da cui viene estratto il sale alle paludi dalle spiagge alle colline.
Long Island è particolarmente nota per le sue grotte, che hanno svolto un ruolo importante nella storia dell'isola. Il Dean’s Blue Hole, situato a ovest di Clarence Town, è la seconda voragine sottomarina più profonda del mondo, scendendo a una profondità di circa 200 metri, il che la rende profonda più del doppio della maggior parte degli altri crepacci.
Long Island è circondata da piccole baie e insenature, tra cui il grande New Found Harbour a ovest di Deadman’s Cay. Ci sono anche delle isole più piccole che circondano la sopracitata Long Island.

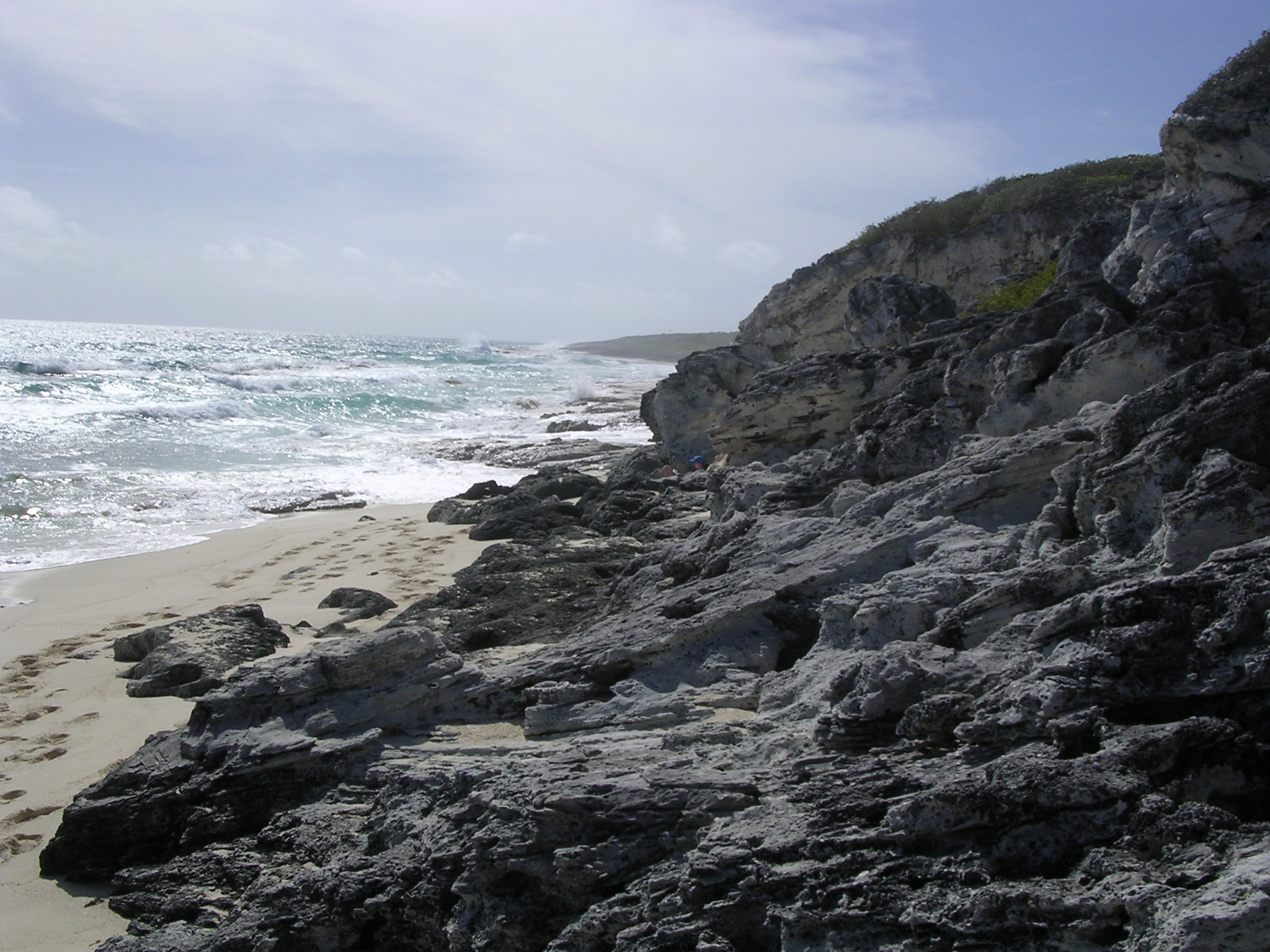
Sponda sopravento di Long Island, Bahamas.

## Storia
Alcuni scrittori identificano Long Island come il sito di una delle spedizioni di Cristoforo Colombo durante il suo viaggio compiuto nel 1492. Ad esempio, Joseph Judge e Samuel Eliot Morison identificano Long Island come corrispondente alla terza isola visitata da Colombo, che chiamò Fernandina, in onore all'amato figlio Fernando e del re Ferdinando II d’Aragona (invece il nome dell'isola secondo gli indigeni Arawak è Yuma). Tuttavia, una varietà di altri storici, geografi e altri scrittori identificano Fernandina come corrispondente a diverse isole delle Bahamas, tra cui Little Inagua, Great Exuma e Andros Island. 
Prove archeologiche, tra cui feci cerimoniali chiamate duhos, mostrano che la tribù Lucayan Taíno si stabilì a Long Island, probabilmente nel sistema di grotte dell'isola. Dopo la scomparsa dei Lucayan, che furono presi come schiavi a Hispaniola e Cuba, non ci fu un grande insediamento fino all'arrivo della famiglia Simms nel 1720 che arrivò alle Bahamas nel 1640..
I lealisti originari provenivano principalmente dal New England e dal New Jersey e arrivarono a Long Island dopo essere fuggiti dalla rivoluzione americana. Queste famiglie costruirono le prime fattorie, principalmente allevando bovini e ovini. Negli anni 90’ del settecento, i coloni iniziarono ad arrivare dalla Carolina e procedettero a creare piantagioni di cotone. Le piantagioni fiorirono solo per pochi anni e, al momento dell'abolizione della schiavitù nel 1834, la maggior parte erano crollate ed in stato di abbandono.